# Präsidentschaftswahl im Tschad 2024
Die Präsidentschaftswahl im Tschad 2024 fand am 6. Mai statt. Mahamat Idriss Déby Itno, der nach dem Tod seines Vaters Idriss Déby zum Vorsitzenden eines militärischen Übergangsrats ernannt wurde,  wurde im ersten Wahlgang mit 61 Prozent der Stimmen zum neuen Staatsoberhaupt gewählt. Die Wahl galt nicht als frei oder fair, mehreren Opposionspolitikern wurde im Vorfeld die Teilnahme an der Wahl verweigert.

## Hintergrund
Der bisherige Übergangspräsident Mahamat Idriss Déby Itno hatte das Amt übernommen, nachdem sein Vater Idriss Déby, der seit 1990 das Land autokratisch regierte, bei Kampfhandlungen im April 2021 tödlich verletzt wurde. Die Präsidentschaftswahl am 6. Mai 2024 war die erste Wahl im Tschad nach drei Jahren Militärherrschaft. Die Wahl sollte ursprünglich spätestens im Oktober 2022 stattfinden, wurde jedoch verschoben. Am 17. Dezember 2023 wurde in einem Referendum eine Reform der Verfassung der Republik Tschad angenommen, die unter anderem einen dezentralen Einheitsstaat, die Einführung eines semipräsidentiellen Regierungssystems, eine Verkürzung der Amtszeit des Präsidenten von sechs auf fünf Jahre sowie die Möglichkeit einer einmaligen Wiederwahl einführte. Anträge der Opposition auf die Annullierung des Referendums wurden vom Obersten Gerichtshof abgelehnt.
Zu den Krisen im Tschad zählt der Zustrom von hunderttausenden Flüchtlingen des seit 2023 herrschenden Kriegs im benachbarten Sudan in den Osten des Landes.

## Wahlsystem
Der Präsident des Tschad wird für eine Amtszeit von fünf Jahren gewählt, wobei ein Zwei-Runden-System angewendet wird. Eine absolute Mehrheit im ersten Wahlgang ist erforderlich, um eine zweite Runde zu vermeiden.

## Kandidaten

### Voraussetzungen
Laut Wahlgesetz müssen Kandidaten folgende Voraussetzungen erfüllen:
- Geboren im Tschad, Eltern Tschader, keine weitere Staatsangehörigkeit
- Mindestens 35 Jahre alt
- Im Vollbesitz aller bürgerlichen und politischen Rechte
- Gute physische und geistige Gesundheit
- Gute Sittlichkeit
- Mindestens eines der letzten drei Jahre im Gebiet der Republik Tschad wohnhaft
- Abkömmlich vom Dienst (falls Mitglied der Verteidigungs- oder Sicherheitskräfte)
- Zahlung von zehn Millionen CFA-Franc (entspricht rund 15.235 Euro) an das Schatzamt, die rückerstattet werden, wenn der Kandidat im ersten Wahlgang mindestens 10 % der Stimmen erhält.

### Zugelassene Kandidaten
Es wurden zehn Kandidaten zugelassen, darunter neun Männer und erstmals eine Frau. Zu den Kandidaten zählen der bisherige Übergangspräsident Mahamat Idriss Déby Itno, der frühere Premierminister Albert Pahimi Padacké, der frühere Oppositionspolitiker und heutige Premierminister Succès Masra sowie die Ministerin für Hochschulbildung, wissenschaftliche Forschung und Innovation Lydie Beassemda.
- Alladoum Djarma Baltazar
- Succès Assyongar Masra (Les Transformateurs)
- Theophile Bebzouné Bongoro
- Lydie Beassemda (PDI)
- Mahamat Idriss Déby Itno
- Mansiri Lopsékréo
- Brice Mbaimon Guedmbayë
- Nasra Djimasngar
- Albert Pahimi Padacké
- Yacine Abderamane Sakine

### Nicht zugelassene und verstorbene Kandidaten
Der Oppositionsführer Yaya Dillo (Parti Socialiste Sans Frontières) und Cousin des Übergangspräsidenten Mahamat Idriss Déby Itno wurde im Februar bei Kampfhandlungen erschossen. Er galt nach Umfragen als aussichtsreicher Kandidat. Die Kandidaturen einiger weiterer politischer Gegner wurden von der Wahlkommission abgelehnt.

## Wahl
Etwa 8,6 Millionen Menschen waren für die Wahl am 6. Mai registriert. Soldaten konnten einen Tag früher wählen gehen. In Moundou wurde ein Mann nach dem Wahlgang am 6. Mai von einem Unbekannten aus einer Gruppe von Menschen, die ein Wahlrecht forderten, erschossen. Mahamat Idriss Déby Itno gewann die Wahl im ersten Wahlgang mit 61,0 Prozent der Stimmen, auf dem zweiten Platz landete Premierminister Succès Masra mit einem Stimmenanteil von 18,5 Prozent. Die Wahl von der Opposition und unabhängigen Wahlbeobachtern als „Farce“ und unfair bezeichnet.
Déby wurde am 23. Mai 2024 als neuer Staatspräsident vereidigt.